# Церковь Святых Космы и Дамиана (Баница)
Церковь святых Космы и Дамиана (пол. Cerkiew św. św. Kosmy i Damiana) — бывшая грекокатолическая, в настоящее время церковь, принадлежащая латинскому приходу и находящаяся в селе Баница, Горлицкий повят, Малопольское воеводство. Храм находится на туристическом маршруте «Путь деревянной архитектуры» Малопольского воеводства.

## История
Церковь святых Космы и Дамиана была построена в 1787 году. В 1898 году во время капитальной реконструкции был расширен неф, который был объединён с крыльцом. Во время этой реконструкции была изменена форма крыши.
В XX века церковь несколько раз ремонтировалась. После Второй мировой войны жители села, которые были лемками, были переселены на западные территории Польши во время операции «Висла» и храм был передан латинской общине села.
В начале 80-х годов XX века храм снова был отреставрирован. За эту реставрацию приход получил награду польского Министерства культуры и искусства за достойное сохранение историческо-архитектурного памятника.

## Описание
Деревянная церковь построена в характерном для западнолемковской архитектуры трёхкупольном стиле XVII века. Внешняя сторона стен обложена гонтом. Алтарь храма ориентирован на юг, башня расположена на северной стороне. В храме находится икона с апостолами и Деисус, датируемые рубежом XVII и XVIII веков, а также икона святого Михаила Архангела 1702 года. В нефе по обе стороны находятся два боковых алтаря и иконой Ченстоховской Девы Марии и Успения Девы Марии (обе иконы датируются XIX веком).
Территория храма обнесена низкой каменной стеной с воротами-звонницей. В стене располагаются остатки купели.

## Источник
- G. i Z. Malinowscy, E. i P. Marciniszyn, Ikony i cerkwie. Tajemnice łemkowskich świątyń, Carta Blanca, Warszawa 2009, ISBN 978-83-61444-15-2
- Szlak architektury drewnianej, wyd. Bezdroża, Kraków 2005, ISBN 83-89283-52-2